# Гогберашвили, Владимир Олегович
Влади́мир Оле́гович Гогберашви́ли (род. 16 апреля 1987, Кутаиси, Грузинская ССР, СССР) — российский футболист, полузащитник, нападающий.

## Карьера

### Клубная
Воспитанник московского «Динамо», в составе которого выступал за дублирующий состав и любительскую команду. В 2006 году перешёл в «Машук-КМВ». В 2009 году защищал цвета «Луча-Энергии». За дальневосточников в первенстве провёл 19 игр, в Кубке — 2 игры и забил единственный мяч 1 июля в ворота «Амура» (4:1). В 2010 году играл в Литве за «Ветру» и «Судуву», проведя в общей сложности 26 игр и забив 7 мячей, стал серебряным призёром Высшей лиги, после чего возвратился в Россию. В марте 2011 года подписал контракт с «Химками». В середине сезона пополнил ряды «Черноморца». В сезоне 2012/13 защищал цвета «Газовика». Летом 2013 года перешёл в «Тюмень». В феврале 2015 года подписал контракт с крымским «Витязем». В марте 2016 года пополнил ряды клуба «Олимпиец». В 2018 году перешёл в клуб грузинской Высшей лиги «Колхети-1913». Завершил карьеру в июне 2019 года в «Арагви».

### Административная
В 2019—2021 годах работал в структуре клуба «Машук-КМВ» (сначала начальником команды, затем — спортивным директором).

## Достижения
- Серебряный призёр чемпионата Литвы: 2010
- Победитель зоны «Урал-Поволжье» Второго дивизиона (3): 2012/13, 2013/14, 2016/17
- Серебряный призёр зоны «Юг» Второго дивизиона: 2014/15
- Бронзовый призёр зоны «Урал-Поволжье» Второго дивизиона: 2015/16

## Семья
Брат-близнец Владимира Гогберашвили Отар также был профессиональным футболистом.